# ديفيد ويليامسون
ديفيد ويليامسون (بالإنجليزية: David Williamson)‏ (15 ديسمبر 1975 بهونغ كونغ في الصين - ) هو لاعب كرة قدم بريطاني في مركز الوسط. لعب مع كامبريدج يونايتد.